# 小スンダ列島

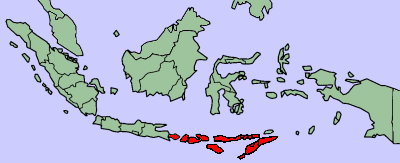
小スンダ列島の位置

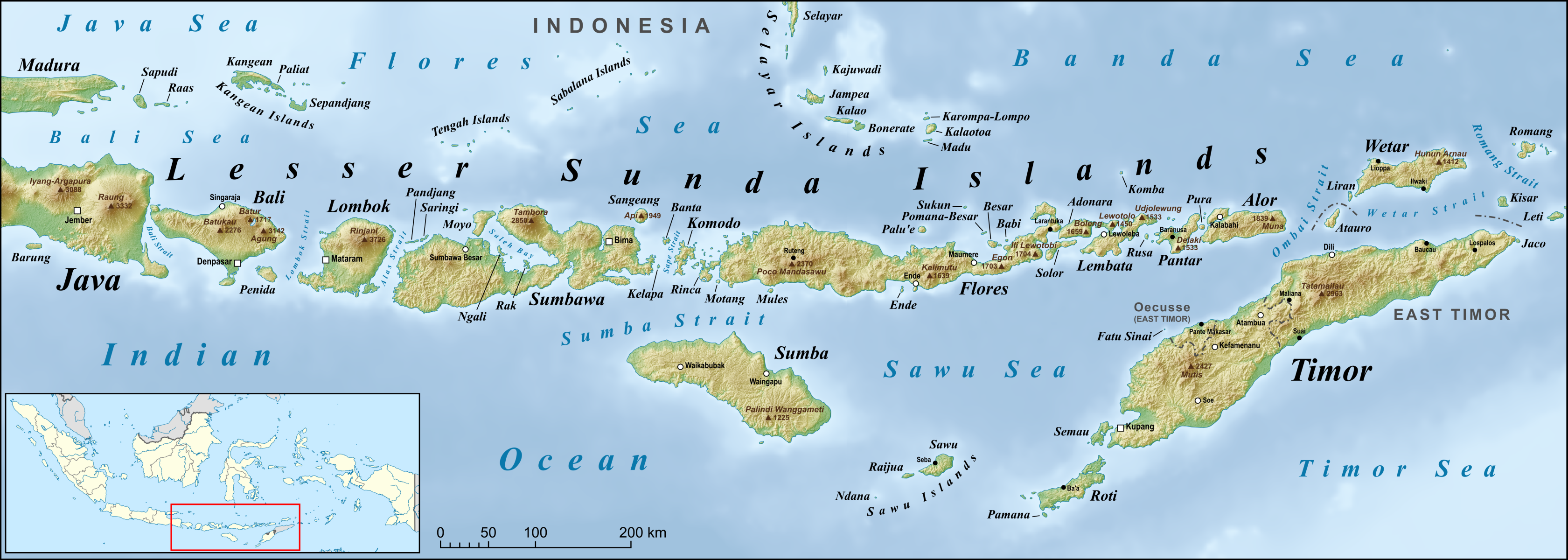
小スンダ列島

小スンダ列島（しょうスンダれっとう、インドネシア語: Kepulauan Sunda Kecil、バリ語:Kapuloan Nusa Tenggara）は、インドネシア南東部および東ティモールにある、バリ島からティモール島の間の島からなる列島である。インドネシアでは、ヌサ・トゥンガラ諸島（Kepulauan Nusa Tenggara）と呼ばれている。

## 歴史
3世紀、扶南の交易相手として、大火洲と記されていた。交易品は石綿。
第二次世界大戦中の小スンダ列島（ティモール島を含む）における日本軍の戦没者は、陸軍5万1800人、海軍1200人。終戦後、陸軍1万7500人、海軍3000人が復員を果たした。

## 地理
主な島は西からバリ島、ロンボク島、スンバワ島、コモド島、フローレス島、アドナラ島、アロール島、スンバ島、ティモール島。
大スンダ列島とあわせてスンダ列島という。

## 行政

### インドネシア
インドネシアの行政上は、次の3州から成る。
- バリ州
- 西ヌサ・トゥンガラ州
- 東ヌサ・トゥンガラ州